# 普特布斯
普特布斯（德語：Putbus，發音：[ˈpʊtbʊs] ⓘ）是德国梅克伦堡-前波美拉尼亚州前波美拉尼亚-吕根县的城市，面积66.69平方千米，2023年12月31日人口为4,492人。